# 박수림
박수림(1972년 12월 24일 ~ )은 대한민국의 희극 배우이자 코미디언 겸 가수이다.
현재 거주지는 서울특별시이다.

## 학력
- 모라초등학교 (졸업)
- 가람중학교 (졸업)
- 부산대학교 사범대학 부설고등학교 (졸업)
- 경성대학교 연극영화학과 (졸업)

## 이력
1991년 연극배우로 첫 데뷔하였으며, 이듬해 1992년 KBS 대학개그맨 콘테스트에서 정식 데뷔하였다.

## 주요 출연작

### TV 프로그램
- 꿈나무 TV 여행 (KBS 2TV)
- TV는 사랑을 싣고 (리포터) (KBS 2TV)
- 가족오락관 (KBS 1TV)
- 좋은나라 운동본부 - 국민제안 미소로 인사합시다, 박수림의 전격방문, 박수림의 전격 가정방문, 박수림의 옐로우 카드, 월드컵 숨은주역을 찾아라, 베스트 친절시민을 찾아라 (KBS 1TV])
- 도전 1000곡 (SBS TV)
- 구수한 세상 누룽지 (KBS 2TV)
- 맛있는 퀴즈쇼 행운의 식탁 (KBS 2TV)
- 쇼 파워 비디오 - 나도 TV 스타 (KBS 2TV)
- 기분 좋은 날 (MBC TV)
- 좋은 아침 (SBS TV)
- 여기는 TV 정보센터 - TV레터 해피박스 (KBS 2TV)
- 폭소대작전 (KBS 2TV)
- 웃음은 행복을 싣고 (KBS 2TV)
- 한바탕 웃음으로 (KBS 2TV)
- 아침마당 (KBS 1TV)
- 행복한 아침 (채널A)
- 100세 시대 건강하이소 (KNN)

### 드라마
- 2011년 MBC 《최고의 사랑》 - 진행자 역 (특별출연)

### 라디오 프로그램
- 김정균, 박수림의 신바람 쇼 (KBS 제2라디오)
- 박수림의 노래선물 (KBS 제3라디오)
- 이호섭, 임수민의 희망가요 - 박수림의 화풀이 속풀이 (KBS 해피FM)
- TBN 교통시대 (TBN)
- 신나는 운전석 (평일) (TBN)

### 연극
- 2007년 병사와수녀 또 만나다

### CF
- 1998년 다이안 - 다이안타키 삼총사 (돋보기 편)
- 1995년 커크디크 치킨

## 같이 보기
- TV는 사랑을 싣고
- 김숙
- 김혜연
- 이다도시
- 이창명
- 장미화
- 김현욱
- 이재용
- 김한국
- 김원희
- 김지선
- 신동엽
- 강호동
- 유재석
- 이휘재
- 김한석
- 송은이
- 이상벽
- 이금희
- 손범수
- 김미화
- 김종국 (희극인)
- 김종석
- 배동성
- 염경환
- 박태호
- 허동환
- 이경애
- 김의환
- 이웅호
- 권영찬
- 이지연
- 김현영
- 임웅균